# فرودگاه اورنبورگ تسنترالنی
فرودگاه اورنبورگ تسنترالنی (به روسی: Аэропорт Центральный) فرودگاهی عمومی واقع در اورنبورگ در کشور روسیه است که توسط FSUE Orenburg Airlines اداره می‌شود.

## شرکت‌های هواپیمایی و مقصدهای پروازی
| شرکت‌های هواپیمایی                 | مقصدهای پروازی                               |
| --------------------------------- | -------------------------------------------- |
| آئروفلوت                          | شرمتیوو                                      |
| آئروفلوت اجرا توسط روسیه ایرلاینز | ونوکووا، پالکوو فصلی: آناپا، سیمفروپول، سوچی |
| Azur Air                          | فصلی: آنتالیا                                |
| Nordavia                          | دوموده‌دوو                                    |
| نوردویند ایرلاینز                 | شرمتیوو فصلی: آنتالیا, سیمفروپول، سوچی       |
| Orenburzhye                       | قازان، اورسک, کورومچ، اوفا، کولتسوو          |
| Ikar                              | فصلی: پوکت، کرابی                            |
| ساراتوف ایرلاینز                  | پالکوو فصلی: آناپا، سیمفروپول، سوچی          |
| سامان ایر                         | دوشنبه، خجند                                 |
| یامال ایرلاینز                    | فصلی: سیمفروپول                              |